# Chambre d'écoute
Chambre d'écoute of The Listening Room (beide titels komen voor) is een compositie en muziekalbum van de Britse componist Gavin Bryars. Bryars is een componist, wiens muziek zich beweegt op het vlak van de minimal music, maar hij heeft daarin een geheel eigen weg gevolgd.
Bekendste werken van de componist zijn The Sinking of the Titanic en Jesus' blood never failed me yet; Chambre d'écoute leunt meer naar The Sinking. De muziek is deels geschreven met de akoestiek van het Kasteel van Oiron in gedachten en kan in principe dus nergens anders uitgevoerd worden. De opname is dan ook gemaakt in genoemd kasteel in Oiron. Bryars heeft het kasteel ooit bezocht vanuit een andere optiek en hem viel de akoestiek van de diverse zalen op. Hij schreef diverse stukken en recyclede er een aantal, die hij toebedeelde aan diverse ruimten binnen het kasteel, vandaar dat de delen de naam hebben gekregen van de desbetreffende ruimten. De muziek is opgenomen in die ruimte om afgespeeld te worden in weer een andere zaal door middel van acht luidsprekers, die zo weer een eigen akoestiek toevoegden. Daaruit voort kwam dan ook de titel; de ruimte waarin wordt afgespeeld luistert mee met de muziek. Die manier van opnemen geeft de muziek een ruimtelijk effect, een soort natuurlijke echo, waardoor het lijkt of de muziek zich gelijkelijk over de zaal heeft verspreid.
Opnemen in een Frans kasteel ging niet zonder slag of stoot. Er wordt altijd wel verbouwd in één of andere zaal en er zijn bezoekers. Tijdens sluitingsuren dringen buitengeluiden het kasteel binnen. Men name kwakende kikvorsen waren daarbij "boosdoeners". Opnamen vonden om dit alles te vermijden midden in de nacht plaats. Bryars vermeldt daarbij dat één dier aan hun aandacht wist te ontsnappen, een verdwaalde vleermuis.

## Muziek
De muziek bestaat uit een kruising van minimal music en de minimale muziek, zoals bijvoorbeeld Morton Feldman die componeerde. De muziek bevat nauwelijks ritme, komt nergens vandaan en gaat nergens naartoe. Het lijken losse fragmenten die bij toeval bij elkaar passen en op elkaar aansluiten. De delen (1) en (7) zijn daarop een uitzondering. Deze worden volgespeeld door de plaatselijke fanfare met al haar eigen klanken, slordigheden en soms onbalans in de klank. Deel (1) laat de nadering tot het kasteel horen.

### Delen
1. Espace de la cour; de fanfare nadert tussen beide vleugels het kasteel, speelt crescendo of loopt daadwerkelijk naar de microfoon toe, zodat hetzelfde effect optreedt
2. Cage du grand escalier; de muziek gespeeld door basklarinet, tenorhoorn, contrabas (Bryars zelf), klarinet, bariton en basgitaar is opgenomen in een vrij nauwe trapgat; de microfoon was tussen de musici gepositioneerd; de basklarinet speelt lage tonen, die zeer indringend klinken; (middensegment begane grond)
3. Salon des Emigrés; dezelfde samenstelling alleen Bryars speelt buisklokken; de zaal heeft open einden zodat ook de akoestiek van de aansluitende zalen van invloed is op de klanken; (middensegment etage)
4. Galerie de peinture; klarinet, Korg M1, tamtam en hoorn staan aan het begin van een langwerpige gang; de opnameapparatuur aan het eind, 55 meter verderop; (linkervleugel, etage)
5. Salle Haute –Tour des Ondes; basklarinet en basgitaar (Bryars); het is een ronde zaal, met in het midden een hangend beeldhouwwerk; de musici spelen tegen de muur uit elkaars zicht en de opnameapparatuur staat in het midden; de basklarinet speelt hier muziek die doet denken aan Philip Glass, doordat in tegenstelling tot Glass de akkoorden op een laag instrument wordt gespeeld en het kleppenwerk van het instrument te horen zijn, lijkt een vertraging te ontstaan; (rechtervleugel etage)
6. Salle des anamorphoses (oude keukenruimte); vibrafoon, marimba, grote trom en tamtam; ook hier grote afstand tussen musici en opnameapparatuur; (linkervleugel begane grond)
7. Vestibule; hier speelt de plaatselijke fanfare een fragment uit Franz Schuberts pianoimpromptu nr. 2; dit is omgewerkt tot een stukje minimal music, zonder dat het opvalt; het is net als deel (1) het enige deel waarin er sprake is van enige ritme cq maatvoering; (middensegment begane grond)
8. Salle de guerriers Daniel Spoerri; klarinet, Korg M1 en vibrafoon; de musici staan tegen de drie wanden, de opnameapparatuur tegen wand 4;(middensegment etage)
9. Salle des Faïences (grijze zaal); klarinet en buisklokken (middensegment begane grond)

## Bron en discografie
- Uitgave GB (Gavin Bryars) 008; opnamen 1993